# ТАМ 150 T11
ТАМ 150 T11 Б/БВ је војни теренски камион који је производио словеначки ТАМ током осамдесетих година двадесетог века.

## Настанак и развој
Током 1965. године при Саобраћајној управи Савезног секретаријата за народну одбрану оформљена је радна група са циљем да анализира стање тадашњег возног парка Југословенске народне армије. Као резултат рада те радне групе током 1965. и 1966. године настала је Студија неборбених моторних и прикључних возила ЈНА која је усвојена на седници Главног војно-техничког савета. Студијом је констатовано да возни парк чини 129 различите марке возила и 320 типова и одређена је смерница за даљи развој, који је подразумевао пет основних класа: теренски аутомобил 0,75  4 × 4, теренски аутомобил 1,5t 4 × 4, теренски аутомобил 3t 6 × 6, теренски аутомобил 6t 6 × 6 и теренски аутомобил 9t 8 × 8.
Из ове студије током седамдесетих реализовани су пројекти теренских аутомобила 1,5  4 × 4 и 3  6 × 6 од стране Мариборског ТАМ-а (модели ТАМ 110 Т7 и ТАМ 150 Т11). Прво је развијен теренски аутомобил 1,5  4 × 4 који је заснован на моделу Дајц 130 Т7. Касније је 1979. године развијен и модел ТАМ 150 Т11 Б/БВ у 6 × 6 конфигурацији сличног дизајна. Производња је трајала све до распада СФРЈ 1991. године.

## Намена и варијанте
Основни модел је намењен за превоз људства (18 + 2) са комплетном опремом, транспорт материјалних средстава масе до 3  и вучу оруђа и превоз посаде са одговарајућим борбеним комплетом за оруђе масе до 3,6 .
У свом називу ознаке има следеће значење:
- ТАМ - назив произвођача,
- 150 - снага мотора у коњским снагама,
- Т11 - највећа дозвољена укупна маса од 11 тона,
- Б - ознака по стандарду ТАМ-а за трамбус кабину (кабина изнад мотора),
- БВ - ознака по стандарду ТАМ-а за трамбус кабину и возило опремљено са витлом.

Поред основног камиона сандучара са кабином отвореног крова, постоје и посебни модели са затвореном кабином и различитим надградњама:
- АЦД М.78 - аутомобил цистерна за деконтаминацију, возило са надградњом цистерне опремљене за АБХО деконтаминацију,
- М-77 - ватрогасно возило.
- цистерна за воду,
- мобилна радионица,
- возило везе.

На основи камиона ТАМ 150 Т11 развијена је и фамилија оклопних возила 4 × 4 БОВ.
Стандардни камион ТАМ 150 Т11 Б/БВ са отвореним кровом искоришћен је за израду самоходног вишецевног лансера ракета М-94 Пламен-С који је у употреби у Војсци Србије. Такође је искоришћен и као лансирно возило ракетног система Кошава.
- АЦД М.78 Хрватске војске
- Мобилни комуникациони чвор ранга бригаде на шасији камиона ТАМ 150 Т11 Б/БВ
- Цистерна за воду.
- Ватрогасно возило М-77 на аеродрому Батајница.
- Мобилна радионица
- M-94 Пламен-С
- Кошава

## Употреба
Након распада Југославије камиони ТАМ 150 Т11 Б/БВ су се нашли у возним парковима армија свих новонасталих држава. Део камиона је осамдесетих набављен и за потребе јединица милиције, па се данас у саставу МУП-а Србије, посебно Жандармерије налази број ових камиона. ТАМ 150 Т7 Б/БВ је као и ТАМ 110 Т7 Б/БВ осамдесетих година извожен у земље Блиског истока.

## Технички подаци
- Сопствена маса 6400
- Носивост, теренска/путна 3000 /5000
- Максимална маса приколице 1800
- Радна запремина мотора 9572 3
- Максимална снага мотора 110  при 2650 -1
- Дужина 6.550
- Ширина 2.275
- Висина 2.820
- Максимална брзина 85 [4]